# Nothrus bispinosus
Nothrus bispinosus är en kvalsterart som beskrevs av Koch 1839. Nothrus bispinosus ingår i släktet Nothrus och familjen Nothridae. Inga underarter finns listade i Catalogue of Life.